# Moreno Twins
Daida en Iballa Ruano Moreno (Las Palmas de Gran Canaria, 1 december 1977), beter bekend als de Moreno Twins, zijn twee professionele windsurfers en beide meervoudig wereldkampioen. Hoewel ze beide nog erg actief zijn in het windsurfen, leggen ze zich ook toe op een breder palet aan (water)sporten zoals golfsurfen en foilsurfen, mountainbiken en verschillende balsporten. Jarenlang stonden de zussen Moreno afwisselend op de eerste en de tweede plaats op het WK. Ze zijn een eeneiige tweeling.

## Loopbaan
Hoewel ze opgroeiden in de bekende wavespot Pozo Izquierdo en van kinds af aan golfsurfen en bodyboarden, begonnen ze pas op hun 17e te windsurfen met andermans afgedankt surfmateriaal. Vanaf hun 19e namen ze deel aan competities. Ze zijn de eerste vrouwelijke windsurfers die op competitieniveau de mannen evenaarden en erin slaagden bepaalde moves, zoals dubbele frontloops, te maken. Daida was de eerste vrouw die deelnam aan de eliminaties bij de mannen op het wereldkampioenschap op Gran Canaria. Iballa was de eerste vrouw die op één jaar tijd twee wereldtitels in de wacht sleepte in verschillende sportdisciplines.

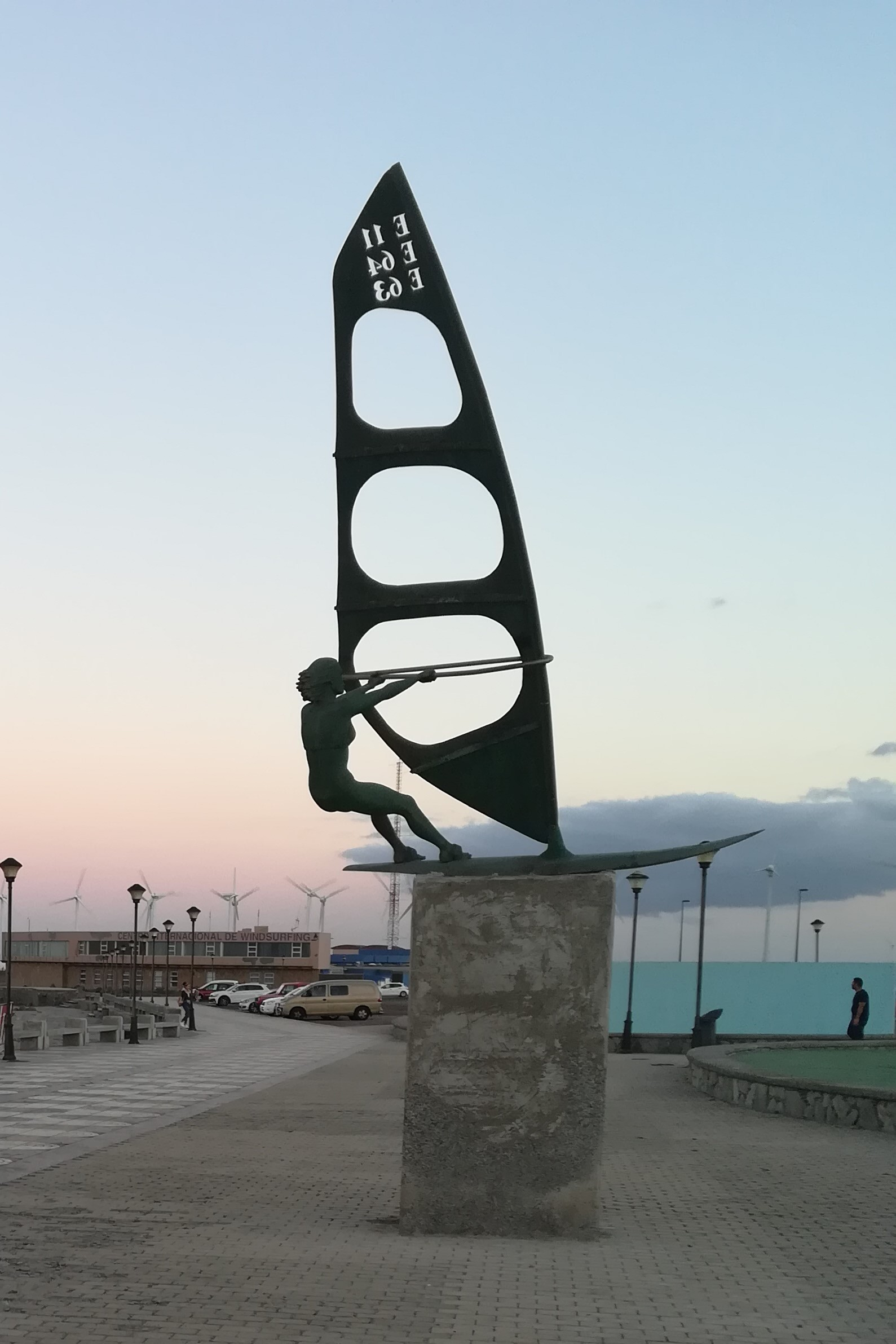
Standbeeld aan de baai in Pozo

Sinds 2012 organiseren ze in Pozo Izquierdo het Gran Canaria Wind & Waves Festival van de PWA. In 2018 kondigden ze ter gelegenheid van het 30-jarig jubileum van de wereldkampioenschappen aan om hetzelfde prijzengeld uit te reiken aan zowel vrouwen als aan mannen. Ze hopen hiermee een voorbeeld te stellen aan andere sportevenementen, aangezien vrouwen vaak minder sponsor- en wedstrijdgeld ontvangen dan hun mannelijke collega's. Op de dijk in Pozo staat een standbeeld van een vrouwelijke windsurfer met hun zeilnummers E-63 en E-64 en het zeilnummer E-11 van Björn Dunkerbeck. Alle drie hebben ze Pozo als hun homespot en wonen ze op het eiland.

## Titels
Iballa Ruano Moreno (Zeilnummer E-63)
| Onderdeel | Titel                       | Jaar                                                 |
| --------- | --------------------------- | ---------------------------------------------------- |
| PWA Wave  | Wereldkampioen              | 1999, 2006, 2007, 2012, 2012, 2015, 2016, 2017, 2018 |
| APP Sup   | Wereldkampioen in de golven | 2018                                                 |

Daida Ruano Moreno (Zeilnummer E-64)
| Onderdeel     | Titel          | Jaar                                                             |
| ------------- | -------------- | ---------------------------------------------------------------- |
| PWA Wave      | Wereldkampioen | 2000, 2001, 2002, 2003, 2004, 2005, 2008, 2009, 2010, 2011, 2013 |
| APP Overall   | Wereldkampioen | 2000                                                             |
| PWA Freestyle | Wereldkampioen | 2003, 2004, 2005, 2006, 2007                                     |
| PWA SuperX    | Wereldkampioen | 2007                                                             |

## Trivia
In 2011 werd er eierstokkanker vastgesteld bij Daida. Ze moest drie maanden chemotherapie ondergaan maar begon snel weer te windsurfen. Acht maanden na de diagnose verloor ze nipt van haar zus het WK. In 2020 werd ze moeder van een zoontje, Axel.